# Fellner és Helmer
Fellner és Helmer (németül: Büro vagy Atelier Fellner & Helmer) néven szokás említeni azt az építészirodát, amelyet 1873-tól működtetett ifj. Ferdinand Fellner és Hermann Helmer bécsi építészpáros. Historizáló stílusuk a megrendelők körében a maga korában igen divatos volt. Keresettségük oka a jól tervezhető költségek, megfizethető elegancia volt. Nagy súlyt helyeztek a 19. században állandó problémát jelentő színháztüzek megelőzésére. Ezen a téren kísérletekkel (a gázvilágítást mindenütt ellenezték) és a tipizálással sok újítást vezettek be. Különösen sok színházépítési megbízást teljesítettek: 48 általuk tervezett színház épült az Atlanti-óceántól a Fekete-tengerig, s ezek együttes ára nem érte el a párizsi Garnier-operáét. 
 Számos épületük áll ma is Magyarországon (Vígszínház, Budapesti Operettszínház, Szegedi Nemzeti Színház, a kecskeméti Katona József Színház), illetve a történelmi Magyarország területén.

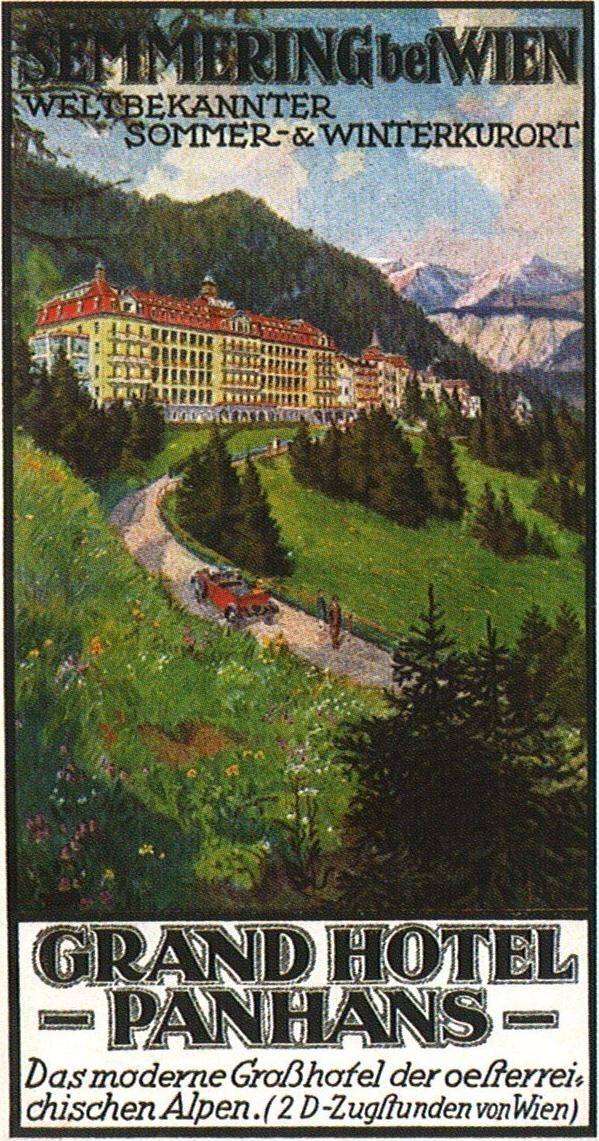
Egy nem színházi terv: szálloda a Semmeringen

Az első világháború radikálisan visszavetette a megrendeléseket, és egészségük is ebben az időben rendült meg, ami a cég elhalásához vezetett. Gyermekeik nem mutattak fel az apákhoz hasonló tehetséget.

## Ferdinand Fellner

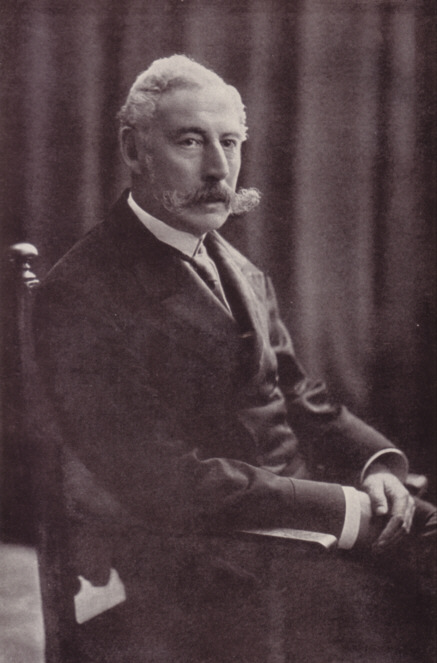
Ferdinand Fellner

Ferdinand Fellner (ifj.) tíz gyermek egyikeként Bécsben született 1847. április 19-én. Építész apja, id. Ferdinand Fellner (1815–1871) tanította, majd a Bécsi Műszaki Főiskola hallgatója volt. 1866-tól dolgozott egyre betegebb apja mellett, majd annak halálától, 1871-től önállóan vezette a céget. 1873-ban az addig szintén az apja által alapított cégnél dolgozó Hermann Helmerrel megalapította a Fellner és Helmer építészirodát. 1916. március 22-én halt meg Bécsben.

## Hermann Helmer
Hermann Gottlieb Helmer egy ötvösmester fiaként Harburg an der Elbe kisvárosban (ma Hamburg része) született 1849. július 9-én. Kitanulta a kőművesmesterséget, majd építőmesteri iskolát végzett Nienburgban. Tanulmányokat folytatott a müncheni Királyi Képzőművészeti Akadémián, majd 1868-ban Bécsbe költözött és id. Ferdinand Helmer irodájában volt rajzoló. 1873-ban közös építészirodát alapított ifj. Ferdinand Fellnerrel, aki mindvégig vezető szerepet játszott az irodában. Legjelentősebb sajátnak tekinthető terve a zágrábi opera volt. Bécsben halt meg, 1919. július 13-án, ezzel az építésziroda megszűnt.

## Galéria

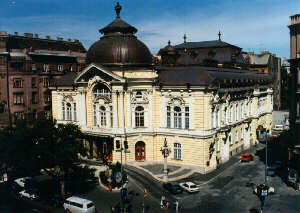
A budapesti Vígszínház
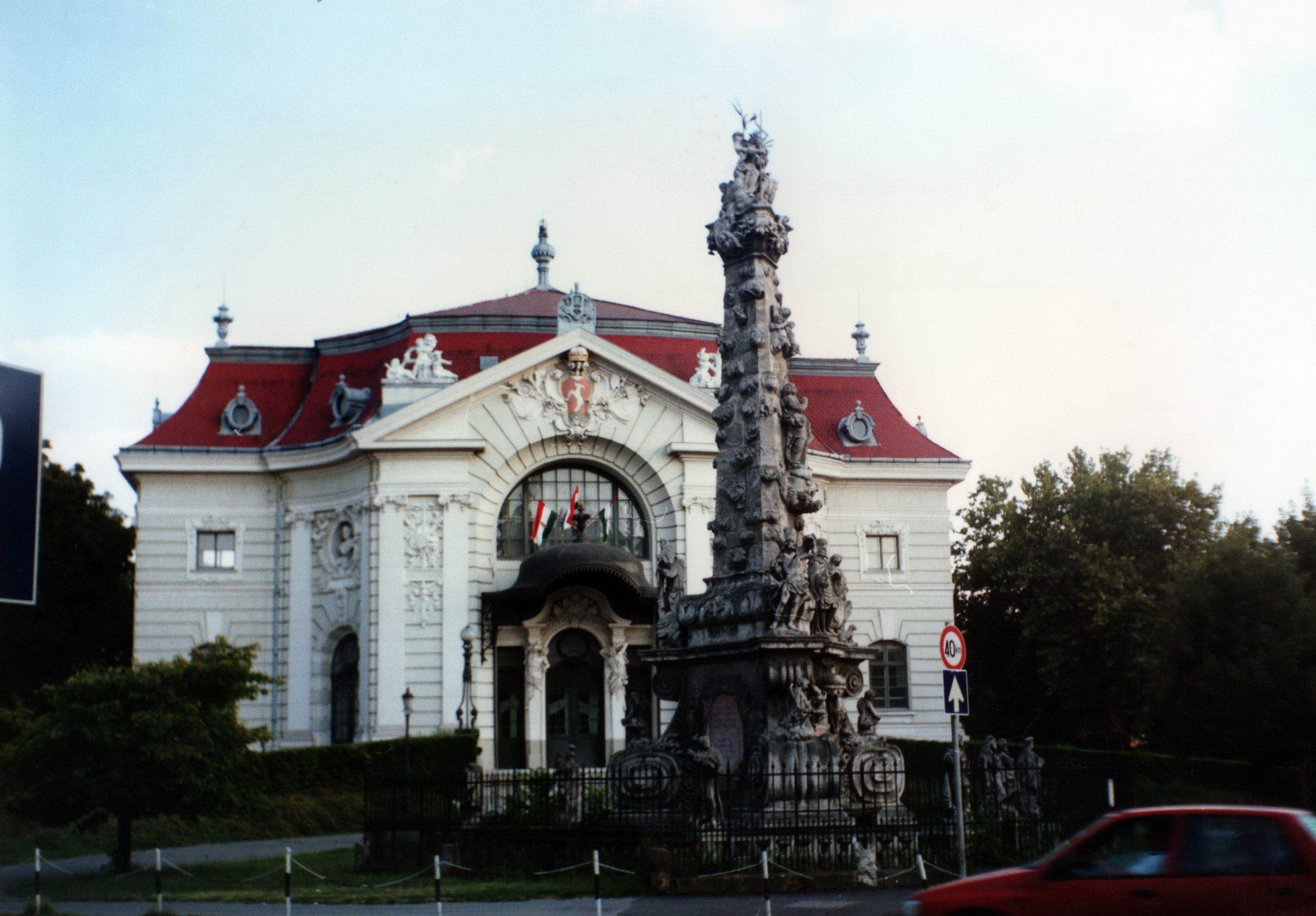
A kecskeméti Katona József Színház
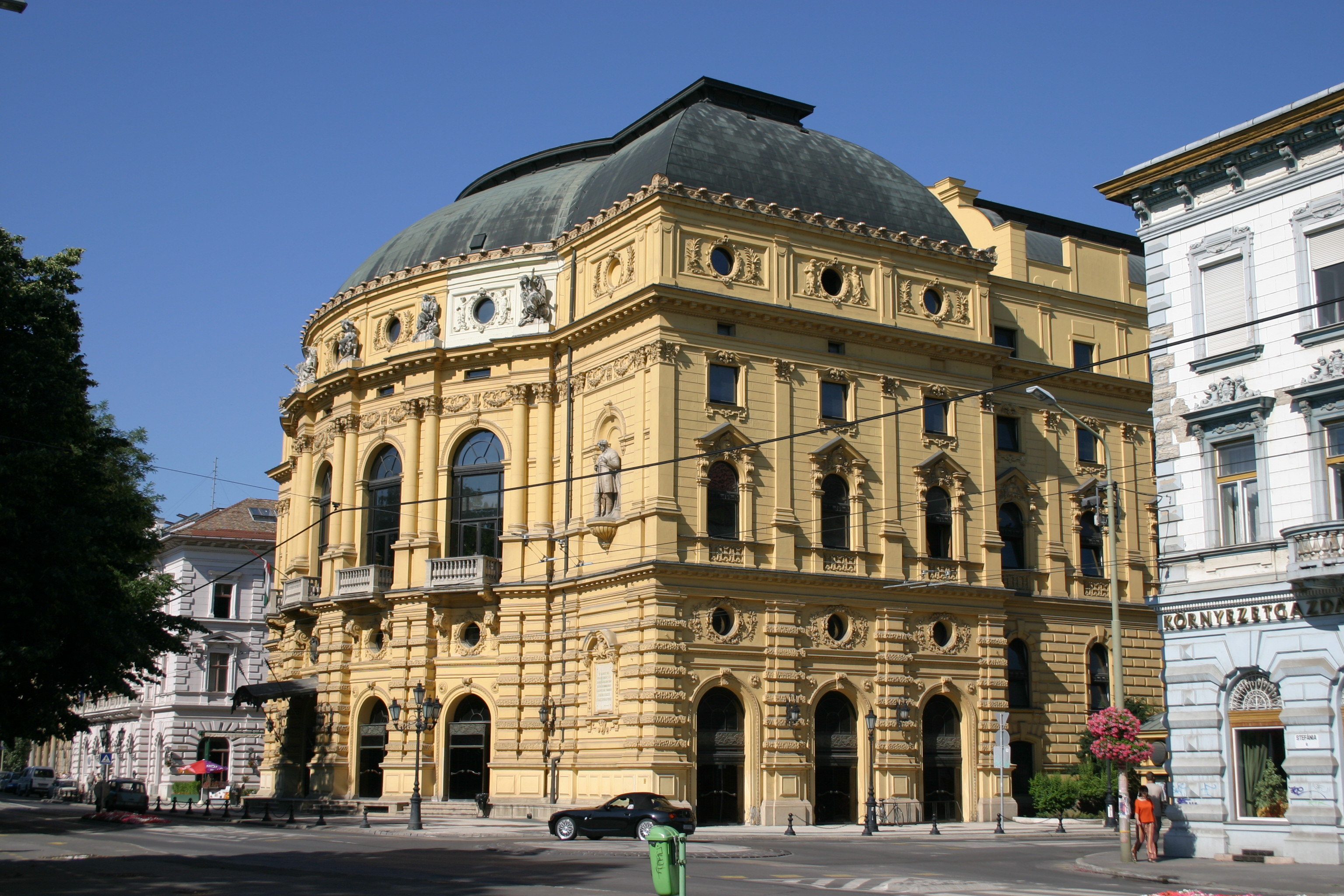
A Szegedi Nemzeti Színház
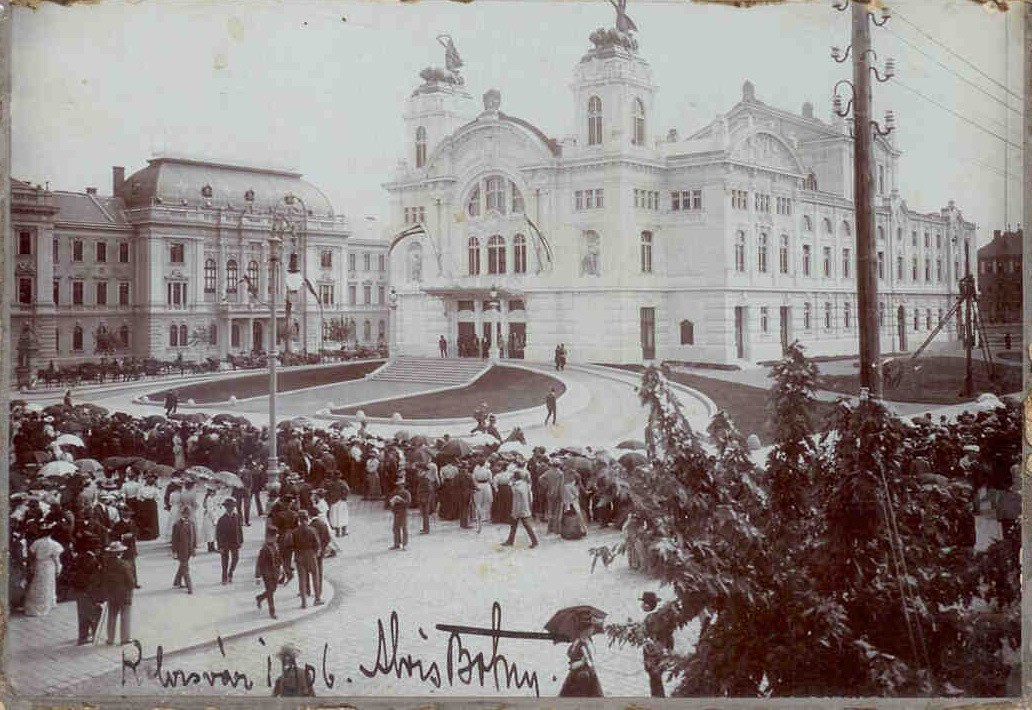
A kolozsvári Magyar Nemzeti Színház 1906-ban
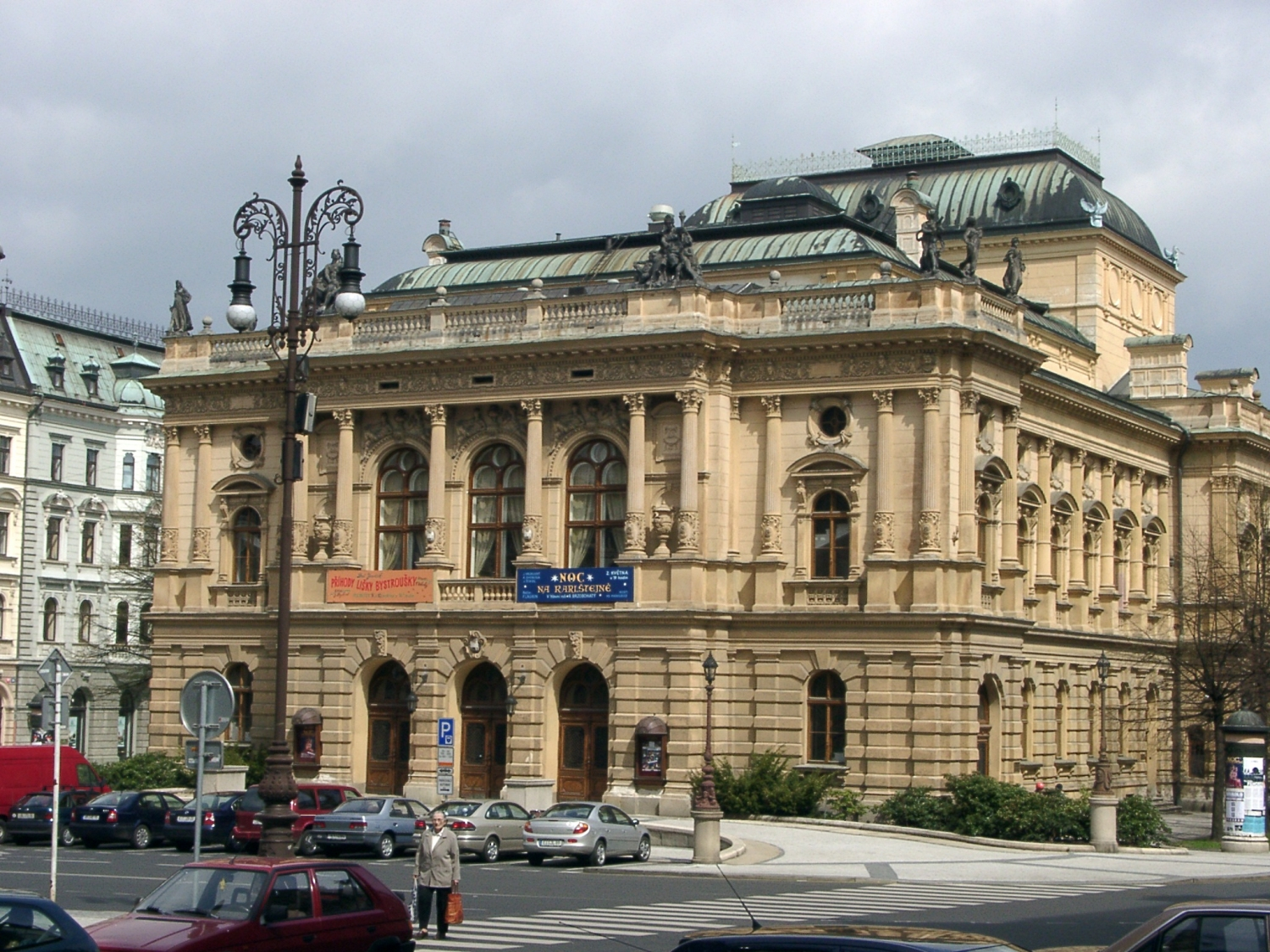
A reichenbergi (ma Liberec) színház
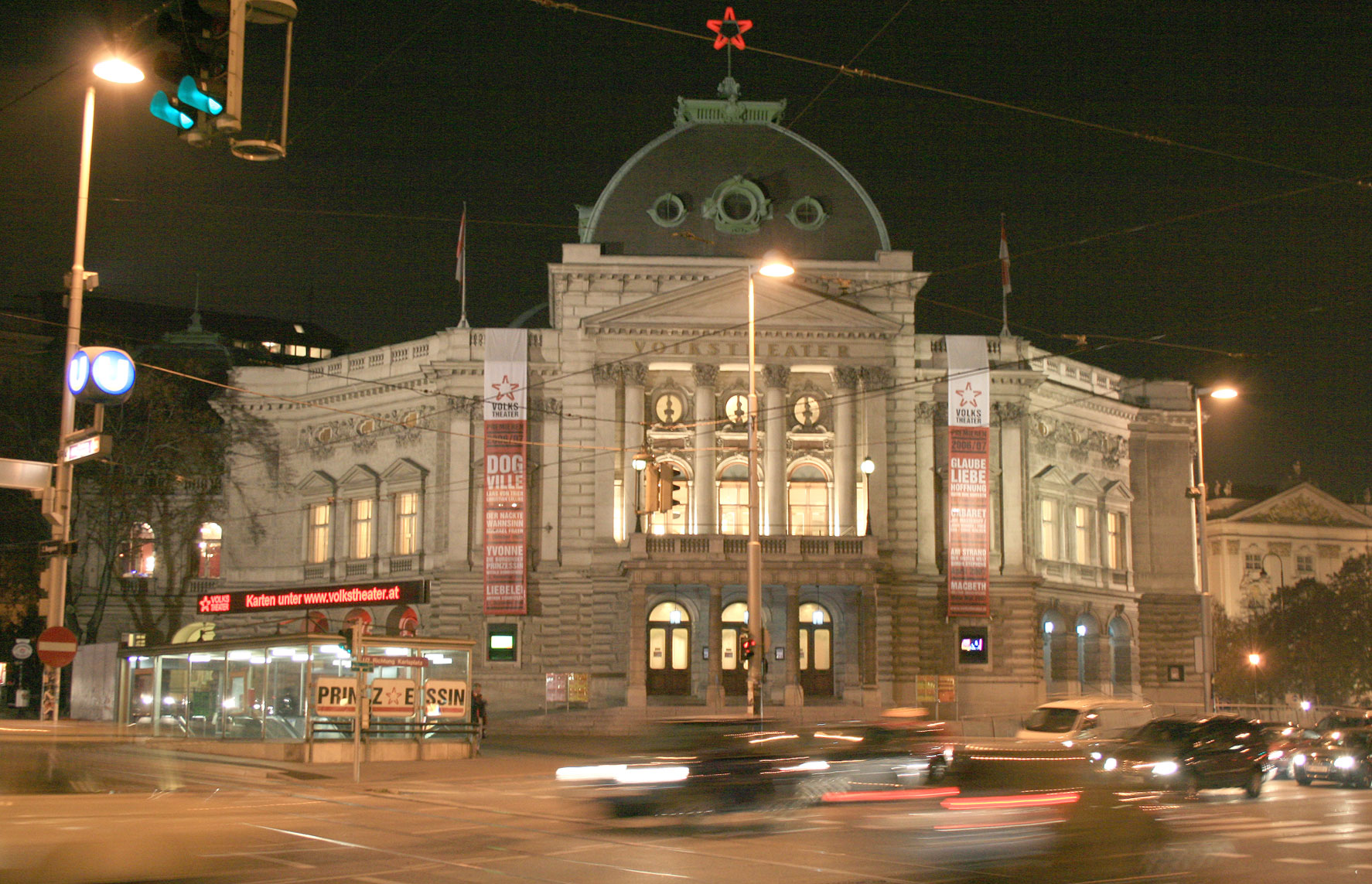
A bécsi Volkstheater 2006-ban